# Tim McCormick
Timothy Daniel McCormick, detto Tim (Detroit, 10 marzo 1962), è un ex cestista statunitense, professionista nella NBA.

## Carriera
È stato selezionato dai Cleveland Cavaliers al primo giro del Draft NBA 1984 (12ª scelta assoluta).

## Statistiche

### College
| Anno      | Squadra             | PG | PT | MP   | TC%  | 3P% | TL%  | RP  | AP  | PRP | SP  | PP   |
| --------- | ------------------- | -- | -- | ---- | ---- | --- | ---- | --- | --- | --- | --- | ---- |
| 1980-1981 | Michigan Wolverines | 30 | 0  | 17,5 | 50,9 | -   | 78,3 | 3,5 | 0,6 | 0,1 | 0,5 | 5,2  |
| 1982-1983 | Michigan Wolverines | 28 | 26 | 27,2 | 55,5 | -   | 81,3 | 6,4 | 0,9 | 0,3 | 0,7 | 12,3 |
| 1983-1984 | Michigan Wolverines | 32 | 29 | 30,6 | 58,0 | -   | 66,7 | 5,9 | 1,0 | 0,4 | 0,5 | 12,1 |
| Carriera  | Carriera            | 90 | 55 | 25,2 | 55,6 | -   | 73,7 | 5,3 | 0,8 | 0,3 | 0,6 | 9,8  |

## Palmarès
- McDonald's All-American Game (1980)
- Campione NIT (1984)
- MVP NIT (1984)